# Epirhyssa walkleyae
Epirhyssa walkleyae är en stekelart som först beskrevs av Baltazar 1961.  Epirhyssa walkleyae ingår i släktet Epirhyssa och familjen brokparasitsteklar. Inga underarter finns listade i Catalogue of Life.